# دوا (هندوئیسم)

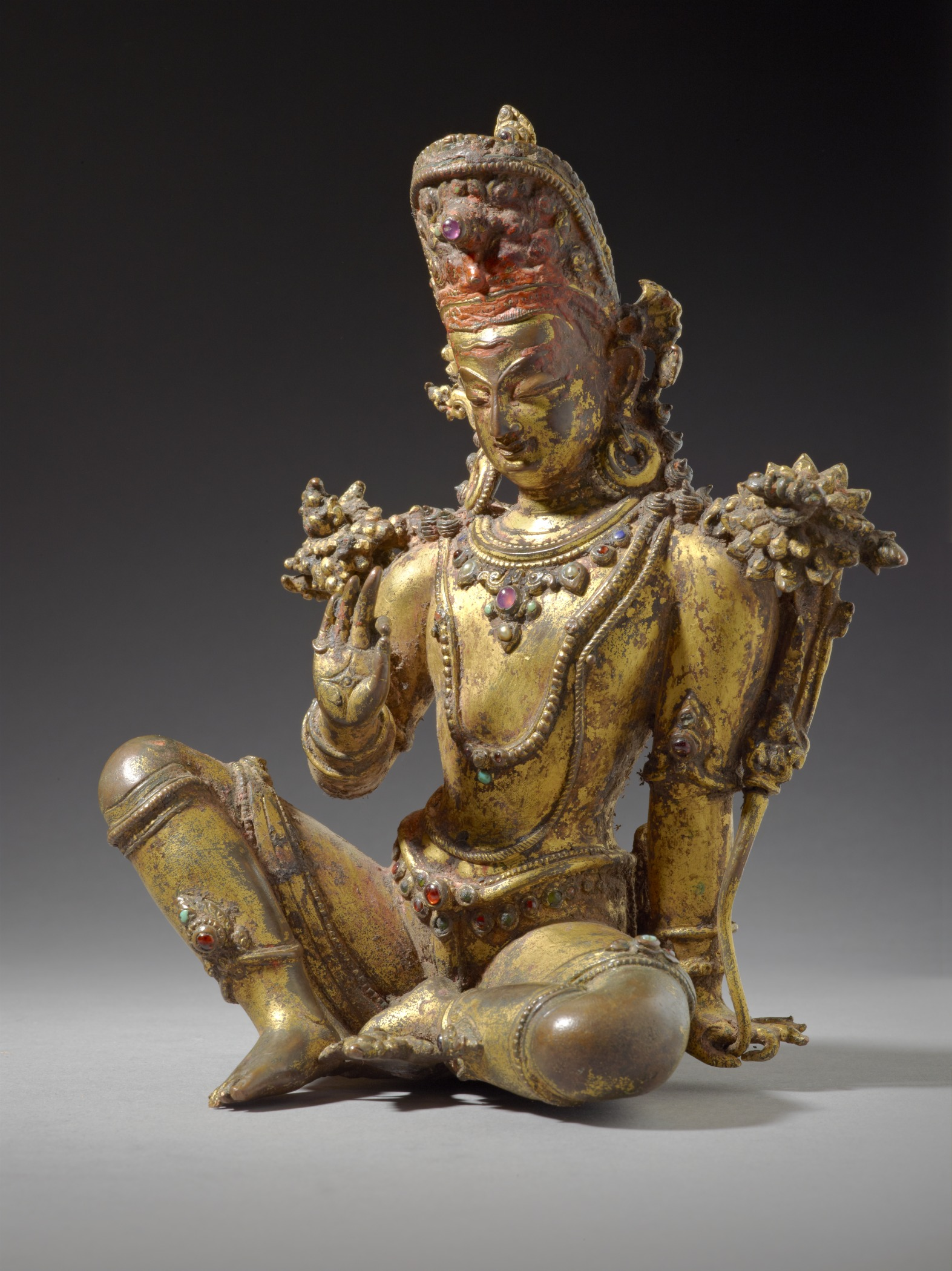
، دواها موجودات فراطبیعی خیرخواه در ادبیات عصر ودایی هستند که ایندرا) (بالا) به عنوان رهبر آنهاست. مجسمه مسی طلایی بالا از ایندرا با سنگ‌های نیمه قیمتی منبت کاری شده متعلق به نپال قرن شانزدهم است.

دوا (देव) به معنای «بهشتی، الهی، هر چیزی برتر» است و همچنین یکی از اصطلاحات برای الوهیت در هندوئیسم است. دوا یک اصطلاح مردانه است. معادل مؤنث دوی است.
در قدیمی‌ترین ادبیات وداها، همه موجودات ماورای طبیعی، دیواس و اسوراها نامیده می‌شوند. واژه دوا   "Deva" شباهت هایی با دائوا Daeva فارسی دارد.

### دواهای مهم
- برهما خالق
- ویشنو حافظ
- شیوا ویرانگر
- گانش خدای آغاز نیک و سعادت و خرد
- هانومان خدای مربوط به شجاعت، فداکاری و قدرت
- موروگان خدای جنگ
- ویشواکارما خدای معماری
- جانوانتاری خدای پزشکان و آیورودا
- دیائوس خدای آسمان
- ایزد وایو ایزد باد و نفس
- وارونا ایزد آب و باران
- آگنی ایزد آتش
- یاما خدای مرگ و عدالت
- Samudra خدای دریا
- کوبرا خدای ثروت
- کامادوا خدای عشق
- ایندرا پادشاه خدایان و خدای رعد
- اشوین‌ها معبود بهداشت و دارو
- سوریا (ایزد) خدای خورشید و نور و روز
- چاندرا خدای ماه و شب
- منگالا خدای سیاره بهرام
- بودا خدای سیاره تیر
- Brihaspati خدای سیاره هرمز و معلم خدایان
- شکرا خدای سیاره ناهید و پرستش (بهکتی) و معلم اسوراها
- شانی خدای سیاره کیوان و اعمال (کارما)